# Робер Жирарде
Робер Жирарде (фр. Robert Girardet, 11 травня 1893 — 1 березня 1977) — французький яхтсмен.
Бронзовий призер Олімпійських Ігор 1924 року в класі 8 метрів.